# بشار شبارو

بشار شبارو

بشار شبارو (من مواليد 1956م) هو ناشر كتب لبناني. صاحب دار «منشورات ضفاف» في بيروت ورئيس إدارتها والمدير التنفيذي لدار جامعة حمد بن خليفة للنشر.

## حياته
ولد بشار شبارو في 13 من أغسطس سنة 1956م في بيروت. وأسرة شبارو من الأسر المشهورة في المدينة. والده هو صلاح الدين توفيق من آل شبارو. أسس الدار العربية للعلوم - ناشرون هو وشقيقه بسام شبارو عام 1987م. تقلد مناصب مهمة في عالم النشر، ويترأس الآن جمعية الناشرين العرب كما أسس دار نشر «ثقافة» في الإمارات كما يتولى منصب المدير التنفيذي لدار جامعة حمد بن خليفة للنشر. وقد استطاع أن ينهض بالكتاب العربي من خلال نشره لأبرز الكُتاب والأدباء العرب، وترجمة كبرى الكتب الأدبية الأجنبية إلى العربية. وهو صاحب دار «منشورات ضفاف» التي تعنى بنشر الكتب في حقل العلوم الإنسانية والأدب.
وتولى بشار أمين سر نقابة اتحاد الناشرين في لبنان، وأمين عام لاتحاد الناشرين العرب، كما ترأس وقف مركز البيان الثقافي، ومختار ميناء الحصن سنة 1998م، ورئيس جامعة آل شبارو سنة 2022م، وعضو المكتب السياسي لتيار المستقبل سنة 2017، وعضو المجلس الشرعي الإسلامي الأعلى.

## المؤهلات العلمية
1. إجازة معهد العلوم الاجتماعية الجامعة اللبنانية سنة 1983م
2. جدارة معهد العلوم الاجتماعية الجامعة اللبنانية سنة 1984م
3. دبلوم معهد العلوم الاجتماعية الجامعة اللبنانية سنة 1987م.

كما شارك في عدة ورشات عمل وخبرات مهنية، منها:
1. إدارة معرض فرانكفورت للكتاب في  القاهرة وأبوظبي وعمان؛
2. إدارة بيروت عاصمة عالمية للكتاب في بيروت؛
3. برنامج زمالة إسطنبول للناشرين 2017-2020م
4. برنامح زمالة الدوحة للناشرين - 2020م